# Les germanes vampires 3
Les germanes vampires 3 és una pel·lícula infantil alemanya del 2016 dirigida per Tim Trachte. La comèdia fantàstica està basada en la sèrie de novel·les homònimes de Franziska Gehm. La pel·lícula és la seqüela de Die Vampirschwestern 2 – Fledermäuse im Bauch del 2014, que va ser dirigida per Wolfgang Groos. S'ha doblat al valencià per a À Punt.